# 奉書
奉書（ほうしょ）とは、古文書の一種。高位者がその意思・命令などを特定者に伝える際に、家臣などの下位者に1度その内容を口頭などによって伝えて、下位者が自己の名義でその旨を記した文書を作成して伝達の対象者である特定者に対して発給する形式を取ったもの。
文書内容が差出者の意思と一致する直状と対になる概念である。

## 分類
平安時代中期以後こうした文書が見られるようになり、その高位者の身分によって区別が存在する。
- 綸旨（天皇）
- 院宣（上皇・法皇）
- 令旨（皇太子・三后・親王・内親王）
- 御教書（武家を含めた公卿など）